# They'd Rather Be Right
They'd Rather Be Right (également publié en langue anglaise sous le titre The Forever Machine) est un roman de science-fiction écrit par Mark Clifton et Frank Riley, lauréat du prix Hugo du meilleur roman 1955.

## Publication
Le roman a été publié en feuilleton de quatre parties dans Astounding Science Fiction des mois d'août à novembre 1954 puis a été publié sous forme de roman en 1957 par Gnome Press (en).
L'ouvrage n'a jamais été publié en français. La traduction du titre aurait pu être « Ils préféreraient avoir raison ».

## Résumé
Deux savants créent un cerveau cybernétique qu'ils appellent « Bossy ». Ce dernier peut « optimiser votre esprit (...) et vous donner une jeunesse éternelle, mais seulement à certaines conditions : vous devez être prêts à abandonner vos croyances erronées. ». La plupart des humains préféreront s’accrocher à leurs convictions.

## Réception critique
L'ouvrage a remporté le prix Hugo du meilleur roman 1955.
En 2008, Sam Jordison affirma que l'ouvrage était « le pire gagnant du prix Hugo » et le « meilleur moyen de montrer ce qu'il ne fallait pas écrire ». De même, Lawrence Watt-Evans a déclaré que « They'd Rather Be Right est habituellement cité comme étant le pire livre à avoir jamais reçu le prix Hugo ». Enfin, Rick Cook a dit que l'ouvrage était « un de ces livres taillés exprès pour le vieil Astounding : parfois c'était bon, parfois moins bon. Là, c'était du moins bon ».